# Miroslav Slavko Mađer
Miroslav Slavko Mađer (Miroslav S. Mađer; Hrtkovci, 1. srpnja 1929. – Zagreb, 14. kolovoza 2015.) bio je hrvatski književnik i književni kritičar. Pisao je pjesme, drame, radijske drame, televizijske drame, kratke priče, oglede, eseje, crtice, novele, humoreske te djela za djecu. Bio je jedan od istaknutih pisaca krugovaša, a radio je i kao novinar.

## Životopis
Rodio se u srijemskom selu Hrtkovcima. U Vinkovcima je završio osnovnu i srednju školu. U Zagrebu je studirao na Filozofskom fakultetu, gdje je diplomirao 1955. Posao je prvo našao u Osijeku, a potom je tri godine radio na mjestu profesora u Vinkovcima u gimnaziji, a zatim je pet godina bio ravnatelj u Gradskom kazalištu. 1965. je otišao u Zagreb gdje je radio kao radijski novinar na RTV Zagreb i kao književnik, a prilagođavao je književna djela za radio, televiziju i kazališta. Višestruki je sudionik manifestacije Dani Josipa i Ivana Kozarca.
Mlađi je brat književnika Slavka Mađera, koji je umro nakon teške bolesti u 24. godini, na pragu ljudske i pjesničke zrelosti. Bratova je smrt odredila Miroslavovo bavljenje književnošću.

## Djela
(popis nepotpun)
- Kasni rimarij, zbirka pjesama, 2011.
- Studij pjesme, eseji i studije, 2007. (suautor)
- Stihovi dugih naslova, 2007.
- Snovi, 2006.
- Dnevna potrošnja, 2006. (emitirano na Hrvatskom radiju i u književnim časopisima Republika, Forum i inima)
- Pjesnikova lektira, kritički tekstovi, 2004.
- Junaci, drame i radijske drame, 2003.
- Kolodvori jave, pjesme, 2001.
- Izabrane pjesme, pjesme, 2001. (izabrao Dubravko Jelčić)
- Jesenja berba, 1999.
- Leteći šaran, pripovijetke za djecu, 1996.
- Oči neba, zbirka kratkih priča, 2005.
- Neput, 1989.
- Djedovo slovo, 1986., 1990. i 1992. kao zvučna knjiga
- Izabrana djela, 1984. (u zbirci su i Slavko Mađer, Branislav Zeljković, Stanko Juriša, Zlatko Tomičić)
- Ispod klupe, pjesme, 1981.
- Četrdeset devet, 1979.
- Asser Savus: feljtoni od mladosti, 1978.
- Putna glazba , 1976.
- Pišta s vašarišta, 1975.
- Pjesme iz nedoumice, pjesme, 1975.
- Lenije zelene lenije, 1965.
- U čovjeku, 1961.
- Moja lipanjska kotlina, pjesme, 1960.
- Utaman, pjesme, 1957.
- Raskršće vjetra, pjesme, 1955.
- Mislim na sunce, pjesme, 1955.

Brojna djela su mu doživjela i uprizorenje na hrvatskim kazališnim pozornicama.
Djela su mu prevedena i na talijanski, mađarski i ine jezika. Njegova djela je u njenoj antologiji Żywe źródła iz 1996. s hrvatskog na poljski prevela poljska književnica i prevoditeljica Łucja Danielewska.
Svojim djelima je ušao u antologiju hrvatske ljubavne pjesme Ljubav pjesnika prireditelja Krste Špoljara iz 1956., hrvatske revolucionarne poezije Krilat riječ prireditelja Jure Franičevića Pločara i Živka Jeličića iz 1978., hrvatske ratne lirike U ovom strašnom času prireditelja Ive Sanadera i Ante Stamaća '90-ih, Lirika o Slavoniji Grigora Viteza iz 1956.,  : antologija duhovne poezije Krist u hrvatskom pjesništvu : od Jurja Šižgorića do naših dana u izboru Vladimira Lončarevića iz 2007., Pjesme o Zagrebu: 1743. – 1964. u izboru Pavla Cindrića iz 1965. i inima.
Prevodio je i sa slovenskog jezika (Tone Pavček).

## Nagrade I priznanja
- 1967. je bio zamoljen u početku organiziranja »Vinkovačkih jeseni« 1967. napisati neku pjesmu koja bi se uklopila u program. Stihovi (pjesme Pjevat će Slavonija, koja je postala simbolom ravnice) su ponuđeni osječkom skladatelju Branku Mihaljeviću, koji ju je spremno uglazbio, a puni publicitet dobila na »Požeškom festivalu« gdje je nagrađena u izvedbi Vice Vukova.[2]

- 1979.: Zajedno s Ivanom Katušićem dobio godišnju nagradu "Vladimir Nazor" za književnost.
- 1989.: Na 4. Pjesničkim susretima, u Vinkovcima, primio nagradu za životno djelo, "Visoka žuta žita".
- 1998.: nagrada Vladimir Nazor za životno djelo.
- 1999.: Dobio je pjesničku nagradu "Sv. Kvirin" za ukupan doprinos hrvatskom pjesništvu,Sisak, Kvirinovi poetski susreti.
- 2002.: Plaketa "Dobrojutro, more", s pjesničkih susreta u Podstrani.[3]
- 2009.: nagrada Grada Zagreba.
- 2014.: Dobio je književnu nagradu Crikveničko sunce na Jadranskim književnim susretima.[4]

## Vanjske poveznice
- Mađer, Miroslav Slavko Hrvatska enciklopedija. LZMK
- Matica.hr / Vijenac – Ljerka Car Matutinović: »Nadahnuto kritičarsko pero«  Arhivirana inačica izvorne stranice od 5. prosinca 2008. (Wayback Machine)
- Matica.hr / Vijenac – Davor Šalat: »Komentator ljudske duše«  Arhivirana inačica izvorne stranice od 3. kolovoza 2020. (Wayback Machine) (razgovor)
- [neaktivna poveznica] (razgovor)